# Eleodes spinipes
Eleodes spinipes es una especie de escarabajo del género Eleodes, tribu Amphidorini, familia Tenebrionidae. Fue descrita científicamente por Solier en 1848.
Se mantiene activa durante todos los meses del año.

## Descripción
Mide aproximadamente 29 milímetros de longitud.

## Distribución
Se distribuye por México y Estados Unidos.